# St. Mariä Himmelfahrt (Ichtershausen)

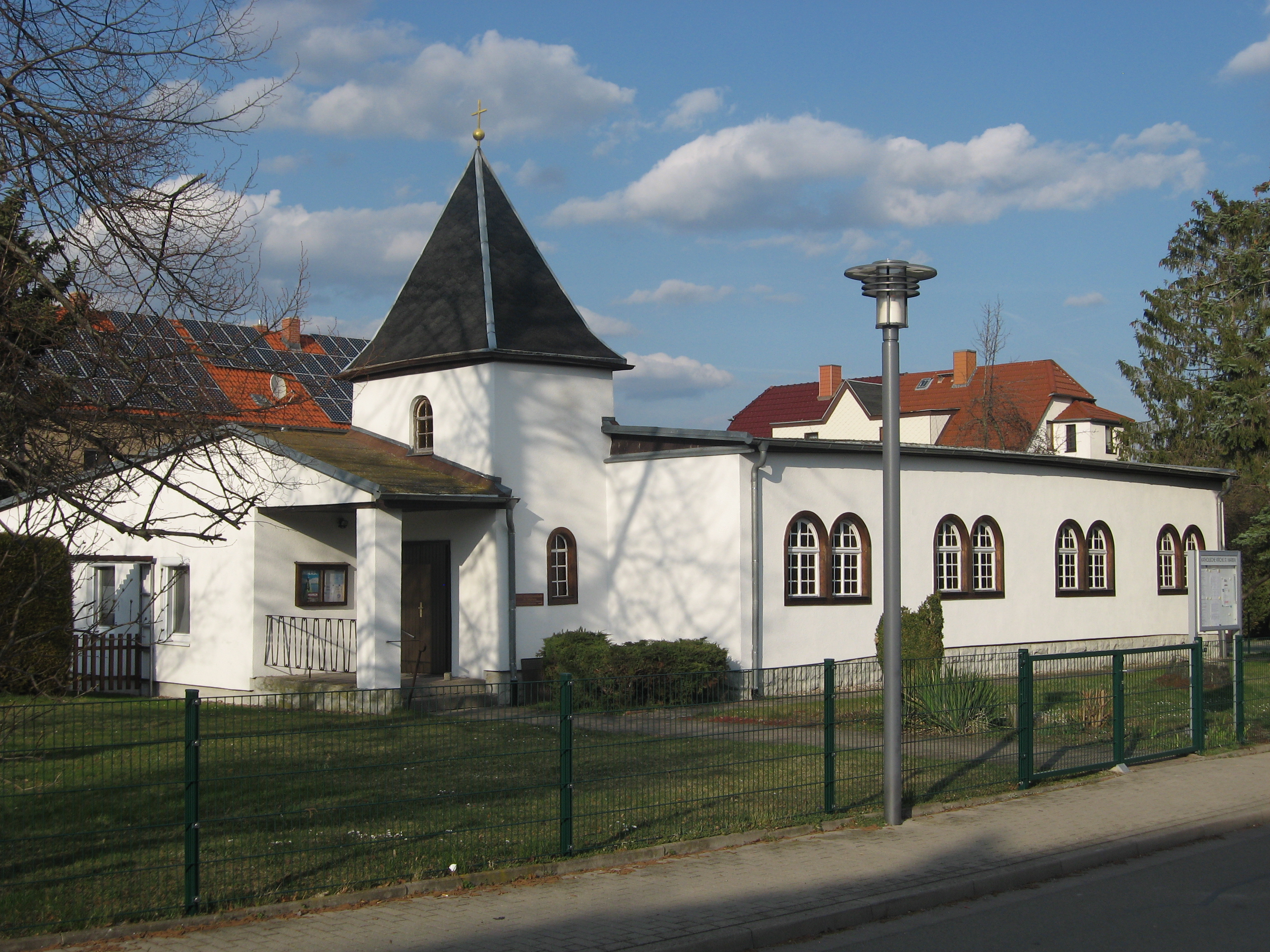
Die katholische Filialkirche St. Marien in Ichtershausen

Die römisch-katholische Filialkirche St. Mariä Himmelfahrt (kurz St. Marien) steht in Ichtershausen, einem Ortsteil der Gemeinde Amt Wachsenburg im thüringischen Ilm-Kreis. Sie ist Filialkirche der Pfarrei St. Elisabeth Arnstadt, mit der Pfarrkirche Christi Himmelfahrt, im Dekanat Weimar des Bistums Erfurt. Sie trägt das Patrozinium Mariä Himmelfahrt. 

## Lage
Die Kirche befindet sich in der Rosa-Luxemburg-Straße 2, an der Ecke zur Karl-Liebknecht-Straße in Ichtershausen.

## Geschichte
Mit der Reformation wurde Ichtershausen und somit auch die Klosterkirche Ichtershausen im 16. Jahrhundert evangelisch.
Während des Zweiten Weltkriegs und in den Nachkriegsjahren erfolgte ein Zuzug vieler katholischer Flüchtlinge und Vertriebener in die Region, was die Gründung einer katholischen Gemeinde beförderte. Für die neu gegründete Gemeinde Ichtershausen, welche für zwölf Dörfer der Region zuständig war, wurde die Kirche St. Marien errichtet und kurz nach Gründung der DDR am 16. Oktober 1949 vom damaligen Fuldaer Weihbischof Adolf Bolte geweiht. St. Marien war damit die erste in der DDR geweihte katholische Kirche.
Im Jahr 2011 erfolgte der Zusammenschluss der Gemeinde mit der katholischen Gemeinde in Arnstadt, wodurch St. Marien heute einer von vier Kirchstandorten der Arnstädter Gemeinde St. Elisabeth ist.

## Seelsorger
Seit 1992 ist Michael Gabel ehrenamtlich in St. Marien als Pfarrer tätig.